# Caravaca de la Cruz
Pour les articles homonymes, voir Caravaca et La Cruz.
Vous pouvez aider à l'améliorer ou bien discuter des problèmes sur sa page de discussion.
- Il ne cite pas suffisamment ses sources. Vous pouvez indiquer les passages à sourcer avec {{référence nécessaire}} ou {{Référence souhaitée}}, et inclure les références utiles en les liant aux notes de bas de page. (Marqué depuis avril 2015)
- La traduction doit être revue. Le contenu est difficilement compréhensible à cause d’erreurs de traduction, peut-être dues à l’utilisation d’un logiciel de traduction automatique. (Marqué depuis avril 2015)

- Archive Wikiwix
- Bing
- Cairn
- DuckDuckGo
- E. Universalis
- Gallica
- Google
- G. Books
- G. News
- G. Scholar
- Persée
- Qwant
- (zh) Baidu
- (ru) Yandex
- (wd) trouver des œuvres sur Wikidata

Caravaca de la Cruz est une commune de la communauté autonome de la région de Murcie, en Espagne. Elle est située dans la comarque du Nord-Ouest (es).
C'est la cinquième ville sainte au monde après Jérusalem, Rome, Santo Toribio de Liébana et Saint-Jacques-de-Compostelle. Ainsi, on y célèbre tous les sept ans l'An Saint et on peut y obtenir le jubilé, l'indulgence plénière, solennelle et universelle. La ville est aussi connue par la vénération du sanctuaire de la "Vera Cruz" ("vraie croix", "croix authentique").

## Géographie
Caravaca de la Cruz est la vingtième plus vaste commune espagnole et elle offre à ce titre, des paysages très variés.
La ville se situe à 625 mètres d'altitude. L'altitude moyenne vers l'Est est de 600 mètres. A l'ouest, elles dépassent rapidement les 800 mètres. Plus de la moitié de la commune est au-dessus de 800 mètres et plus d'un tiers dépasse 1000 mètres. Le sommet de la Sierra de Mojantes atteint 1 612 mètres. C'est le point culminant de la municipalité.

## Histoire
Les restes humains les plus anciens trouvés dans la municipalité de Caravaca sont les vestiges paléolithiques du site dit de Cueva Negra, où se trouve la plus ancienne présence de feu du paléolithique européen.
Les premiers établissements situés dans la ville actuelle datent d'entre 2400 et 1950 av. J.-C., comme l'ont révélé les études menées par des archéologues de l'Université de Murcie et de la Direction générale des beaux-arts de la Communauté autonome de Murcie, qui a conclu qu'à côté du centre urbain actuel de Caravaca se trouve un site funéraire chalcolithique de 1 300 squelettes, les restes de 50 chiens et divers objets. Il est considéré comme le plus grand site funéraire préhistorique de la péninsule et l'un des plus grands d'Europe.
D'autres vestiges archéologiques notables, ceux-là plus récents, peuvent être trouvés dans la municipalité, tels que ceux situés dans le quartier de La Encarnación, où, au sommet d'une colline, se trouve le sanctuaire du même nom construit sur les restes d'un temple romain dont on peut apprécier la structure.
À partir du Moyen Âge, le centre urbain de Caravaca est devenu un carrefour en raison de sa position stratégique entre le Royaume de Grenade et le Royaume castillan de Murcie, ainsi que sa proximité avec la Couronne d'Aragon. La capitulation de la taïfa de Murcie par le traité d'Alcaraz en 1243 consolida le domaine de la couronne de Castille et fit de Caravaca une enclave frontalière chrétienne face à Al-Andalus. La ville se fortifia après la révolte mudéjare de 1264-1266 et fut placée sous la protection de l'Ordre du Temple  puis de l'Ordre de Santiago. En 1264, Alphonse X le sage fit don du château de Caravaca aux Templiers pour les remercier de leur aide à la suite de l'insurrection survenue dans le taïfa de Murcie. L'ordre du Temple y établit une commanderie jusqu'en 1312, et qui sera finalement dévolue en 1344 à l'ordre de Santiago et non à l'ordre de Saint-Jean de Jérusalem tout comme Bullas et Cehegín.
Sous les l'ordre de Saint-Jacques, Caravaca s'est agrandie, prenant la tête d'une vaste juridiction qui courrait de Ricote jusqu'à Yeste.
Alors qu'au XIVe siècle, elle connut une crise profonde à la suite du danger frontalier et des épidémies de peste qui dépeuplèrent presque la région.  
Après la chute de la frontière orientale de Grenade en 1488, elle connut une expansion importante qui en fit, à la fin du XVIe siècle, le troisième centre le plus peuplé du Royaume de Murcie, avec 7000 habitants, derrière la ville de Murcie et celle de Lorca.
Caravaca a été attaquée et occupée par les troupes françaises pendant la guerre d'indépendance. Les troupes françaises étant sous le commandement du général Sebastiani, dont il a été dit qu'il avait été nommé duc de Murcie par l'empereur Napoléon pour ses services militaires, ce qui s'était avéré inexact. Caravaca, quant à lui, rejoint Calasparra et Lorca dans une sorte de collaboration mutuelle pour combattre les Français. À son tour, le canton défensif est créé, constitué de 1 500 habitants, répartis en 15 compagnies de 100 combattants. La ville a subi un siège de quatre jours par les forces françaises dirigées par le maréchal Soult, soit un total de 50 000 soldats, qui ont dévasté toute la région et la ville. En 1813, la ville est abandonnée par les Français, qui lui volent la garde de la Croix.
En 1849, elle reçut le titre de ville de la reine Élisabeth II.
En 1933, la ligne Murcie-Caravaca est ouverte au trafic, permettant la connexion de la région avec le reste du réseau ferroviaire espagnol. La municipalité avait sa propre gare. L'exploitation de la ligne fut cependant peu rentable et la ligne finira par être fermée en 1971.

## Démographie

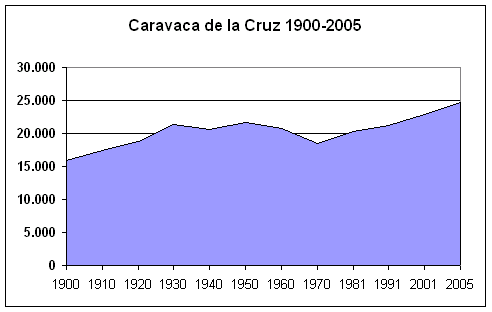
Démographie 1900-2005

## Sites et patrimoine
Les édifices et sites notables de la commune sont :
- La Basilique de Vera Cruz du XVIIe siècle, conçue par l' important architecte Fray Alberto de la Madre de Dios, avec une façade du XVIIIe siècle, où est vénérée la célèbre Croix de Caravaca. Situé à l'intérieur du château de Caravaca, d'origine islamique (XIe siècle) mais réformé à l'époque chrétienne ;
- L'église paroissiale d'El Salvador, l'un des meilleurs représentants de l'architecture de la Renaissance dans la région de Murcie, parmi les églises dites à colonnes (XVIe siècle);
- L'église paroissiale de La Concepción, dont le clocher est connu sous le nom de Torre de los Pastores. À l'intérieur, se distingue le plafond à caissons mudéjar en bois polychrome (XVIe siècle), ainsi que le retable de l'autel principal qui abrite l'image du titulaire, l'Immaculée Conception, œuvre du sculpteur Francisco Fernández Caro de Caravaca (1792).
- L'Iglesia de la Compañía de Jesús, achevée au XVIIIe siècle, appartenait aux jésuites avec le couvent attenant jusqu'à leur expulsion en 1767. Par la suite, elle est passée d'une auberge à un garage. Actuellement, l'église est utilisée comme centre culturel municipal.
- La Iglesia de la Soledad : la première église de Caravaca, actuellement un musée archéologique (XVIe siècle).
- Le couvent des mères carmélites aux pieds nus et l'église de San José, fondés par Santa Teresa de Jesús en 1576, ont une église conventuelle de style rococo. La ville fait partie des Traces de Santa Teresa, un itinéraire de pèlerinage, touristique, culturel et patrimonial qui rassemble les 17 villes où Sainte Thérèse de Jésus a laissé sa « trace » sous forme de fondations. dix
- Le Couvent des Pères Carmélites de Caravaca de la Cruz, fondé par Saint Jean de la Croix en 1586, bien que construit au XVIIe siècle avec un projet de l'architecte Fray Alberto de la Madre de Dios.
- Le couvent et l'église de Santa Clara, fondés en 1609 par Dª Catalina de Robles et D. Ginés de Perea, maire et notaire du Saint-Office du Royaume de Murcie. Il a deux bâtiments clairement différenciés : l'église et le couvent qui ont été construits dans ce qui était autrefois l'ermitage de l'apôtre San Bartolomé et le premier site de la Compagnie de Jésus dans la ville. L'église, aux lignes très sobres comme il sied à l'esprit franciscain, fut achevée vers 1718.
- L'Hôtel de Ville, de style baroque, et dont l'architecture originale est due à Jaime Bort.
- Le Templete ou Bañadero, un bâtiment de style baroque avec un plan hexagonal inscrit dans une circonférence, dans lequel le bain de la Très Sainte et Vraie Croix est célébré tous les 3 mai, un acte rituel qui est célébré depuis 1384. Le Templete se prolonge par une agréable alameda appelée "La Glorieta".
- La Plaza de Toros, construite sur un ancien couvent franciscain, qui a été inauguré en 1880 et une façade néo- mudéjar lui a été ajoutée avec le remodelage de 1926.
- Le quartier le plus ancien de Caravaca, le quartier médiéval, est situé autour de la colline du château. C'est à partir des XIIe et XIIIe siècles qu'un noyau fortifié relativement important commence à se former. La ville a utilisé les pentes nord, est et ouest de la colline pour son emplacement, profitant de la partie la plus douce de la pente naturelle. Le quartier a la structure irrégulière et désordonnée typique dans laquelle des rues étroites se croisent, de petites places s'ouvrent et des impasses apparaissent. Il était ceint d'un mur dont des vestiges sont encore observables dans certaines rues.
- Autour des rues Puentecilla, Mayor, De las Monjas, Rafael Tejeo, Gregorio Javier et la Plaza de los Caballos del Vino se trouvent de nombreuses demeures blasonnées (Palais des Uribe du XVIe siècle, Palais de l'Encomienda, etc.), de l'époque où Caravaca a débordé ses murs et s'est étendue à travers la plaine.
- Ermitages de Santa Elena, San Sebastián et de la Reja : Le premier est situé sur la Plaza de los Caballos del Vino ou del Hoyo, dominé par une sculpture commémorative de cette fête particulière. Le dernier a un magnifique point de vue sur la ville.
- Divers monuments du sculpteur valencien Rafael Pi Belda : À San Juan de la Cruz (1986), Au Maure et au Chrétien (1983), Via Crucis (2000, Real Basílica Santuario de la Vera Cruz de Caravaca), Œuvre commémorative de la concession du Saint-Siège de l'Année du Jubilé Perpétuel au Sanctuaire Basilique de Vera Cruz de Caravaca (2001) et Aux Chevaux de Vin (2007). Ainsi que des œuvres d'autres sculpteurs comme Antonio Campillo Párraga et José Carrilero Gil (Caravaca de la Cruz, 1928).
- Torre de los Templarios, la tour des templiers, dans le secteur des Fuentes del Marqués, du XVIe au XVIIe siècle, où se trouve également la Cueva del Marqués, quelques grottes creusées par les colons arabes pour tanner les peaux ou distiller des plantes aromatiques.
- Ancienne gare de Murcie, où se terminait la ligne de chemin de fer Murcie-Caravaca, actuellement transformée en auberge et centre du consortium Vía Verde del Noroeste.

### Musées
- Musée des Fêtes. Situé dans l'ancienne Casa de los Uribe, dans C/ De las Monjas 19. Les costumes des groupes chrétiens et maures Kabyles défilent au cours des festivités en l'honneur de la Vraie Croix, dont les fêtes sont célébréés du 1er au 5 mai, ainsi que les attelages avec lesquels les Caballos del Vino sont attelés le matin du 2 mai.
- Musée du Sanctuaire de la Vera Cruz. Situé dans la Basilique de la Vera Cruz, il expose les différents instruments avec lesquels se déroulent les rituels autour de la Croix de Caravaca, ainsi que la chasuble du prêtre Chirinos au moment de l'apparition, ou diverses œuvres picturales telles que le cycle sur le miracle de la Vera Cruz d'Hernando de los Llanos (renaissance), ainsi que La Guérison de Tobías du peintre Rafael Tegeo. Dans le musée il y a aussi la chapelle de l'apparition de la Croix.
- Musée archéologique municipal. Situé sur la Cuesta del Castillo, dans le centre historique et à l'intérieur d'un bâtiment de grande valeur patrimoniale, comme l'ancienne église de Nuestra Senora de la Soledad. Il rassemble des pièces de grande valeur, résultat des nombreuses découvertes faites lors des fouilles effectuées dans divers sites archéologiques, en particulier dans celles menées dans le complexe ibéro-romain de "La Encarnación".
- Musée de la musique ethnique Barranda. Situé dans le quartier de Barranda. Il abrite l'une des plus importantes collections d'instruments de musique au monde, il contient des instruments artisanaux des cinq continents, fabriqués, dans la plupart des cas, par les instrumentistes eux-mêmes.
- Musée des Carrosses. Dédié au sculpteur de Caravaca José Carrilero Gil, Prix National de Sculpture et Médaille de l'Université de Rome. Sur différents étages et salles, vous pouvez voir l'évolution de son travail artistique. À l'extérieur du musée, devant l'entrée, vous pouvez également voir trois figures du sculpteur.
- Centre d'interprétation de la nature Fuentes del Marqués : situé dans la Tour des Templiers dans la région de Fuentes del Marqués.
- Musée du Cheval du Vin. Installé dans l'ancien manoir de la famille Muñoz Melgarejo du XVIIIe siècle, Calle Gregorio Javier 21, on y découvre les racines de la célébration des Caballos del Vino, présentées au fil des différentes salles et à l'aide de supports audiovisuels. (Les Caballos des Vino sont candidat au patrimoine immatériel de l'humanité).

### Archéologie
De nombreux sites archéologiques dispersés dans toute la ville nous donnent une idée du nombre de colonies qui se sont établies dans cette municipalité au cours du Paléolithique jusqu'au Moyen Âge, et de l'importance que cette zone a toujours eue en raison de sa situation géographique et des  conditions d'accès qu'elle présente. De nombreux artefacts trouvés parmi ces différents sites sont présentés au Musée Archéologique Municipal de Caravaca, au Musée Archéologique de Murcie ou même au Musée Archéologique National d'Espagne, comme c'est le cas du précieux Centauro de Royos d'origine grecque, ou du diadème de Caravaca, de la période argarique. Parmi les vestiges archéologiques, les suivants se distinguent :
- Emplacement "Camino del Molino". Il s'agit d'une sépulture chalcolithique au centre urbain formée par une cavité circulaire où ont été retrouvés 1500 squelettes, 50 chiens et divers objets. Il est considéré comme le plus grand site funéraire préhistorique de la péninsule et l'un des plus grands d'Europe. A 400 mètres se trouve la ville chalcolithique "Molinos de Papel", un habitat composé de huttes circulaires, présentant des socles en pierre et un grand nombre de silos excavés.
- Détroit des grottes ou de l'Incarnation. Il s'agit d'un ensemble de sites d'époques très différentes :
  - la Cueva Negra (Paléolithique moyen) où ont été retrouvés des restes osseux de l'homme prénéanderthalien, des restes d'animaux et de nombreux outils, qui constituent un ensemble unique « Acheuléen - Lévaloisomustéroïde », la plus ancienne de classification similaire en Europe;
  - la Placica de Armas, une colonie du bronze moyen, entourée d'un mur, où a été retrouvé le Diadème de Caravaca ;
  - Los Villares, une ville ibérique avec une acropole protégée par un mur à deux tours,
  - Los Villaricos, Ville fortifiée ibéro-romaine qui, selon certaines études, pourrait correspondre à la municipalité romaine d'Asso;
  - la colline de l'Ermitage, où se trouve le sanctuaire romain tardo-républicain de l'Incarnation, le plus important et le mieux documenté de la Méditerranée occidentale, et qui a été construit sur un temple ibérique ;
  - et la grotte du roi maure (musulman).
- Château romain de Cerro de las Fuentes. Château romain tardo-républicain du Ier siècle av. J.-C., période de la guerre civile entre Jules César et Pompée. La construction est dotée d'un excellent et système défensif original, avec une porte d'accès flanquée de tours carrées et d'une enceinte à bastions rectangulaires d'environ 11 m. de longueur. Les signes de présence humaine sur cette colline (avec de brefs intervalles temporaires d'abandon) vont d'une colonie argarique du deuxième millénaire av. J.-C. à une colonie islamique au Xe siècle apr. J.-C.
- La Tête (Barranda). Bâtiment militaire romain tardif républicain du Ier siècle av. J.-C. utilisé pour garder la vallée.
- Ville de Sierra de Gadea (el Hornico). période de l'âge de bronze
- Les thermes romains (El Empalme)
- La villa romaine de l'Ermitage (Singla). Établissement rural romain du IIe siècle apr. J.-C., sur lequel une nécropole a ensuite été établie (IVe et VIe siècles apr. J.-C.)
- La grotte du barrage
- Le château de Poyos de Celda (Los Royos). Fortification islamique du XIe siècle, en usage jusqu'au XVIe siècle.
- Les tours médiévales de La Represa, Girón, Jorquera, Mata sont en bon état de conservation. Celles de Torrecica et Los Castillicos sont en mauvais état.
- Puits Nevazo
- Les ponts romains d'Almudema et de Piscalejo
- De nombreux autres sites tels que Morales, La Fuente, Cerros de la Cueva, Santa Inés, etc.

## Fêtes
- Fêtes de la Très Sainte et vraie Croix de Caravaca. Déclarées d'Intérêt Touristique International, elles sont officiellement célébrées du 1er au 5 mai (puisque les pré-festivités commencent vers le mois de mars). Pendant ces jours, des célébrations se déroulent autour de la Sainte Croix, accompagnées d'animations mettant en scène les "Chevaux de vin", ainsi que des "Maures et Chrétiens"
  - Migas du Sud-Est de la concurrence. "Nuit des miettes" le 30 avril. Concours hippique à cru le 1er mai.
  - Processions accompagnant la Cristianos Cruz de Moros y (2 et 3 mai).
  - Fête de la Très Sainte et Vraie Croix (3 mai).
  - Parade des maures et chrétiens (4 mai).
  - Procession du Saint-Siège et Vera Cruz (5 mai).
- Fête des Escouades. Elles se déroulent dans le quartier Caravaca de Barranda. Chaque dernier dimanche de janvier, à Barranda, un nouveau schéma de fête traditionnel est promu, dans lequel le binôme acteur-spectateur est organisé pour favoriser la participation du public présent. Ainsi, les musiciens et danseurs interprètent leurs pièces "à même la rue", au milieu de la population, impliquant tout le public qui le souhaite. Chacun est libre de "danser" avec des musiciens traditionnels de différentes régions espagnoles, et même de les accompagner, devenant ainsi une partie active de la fête. La fête des Escouades a été déclarée d'Intérêt Touristique National.
- Semaine Sainte : Caravaca de la Cruz célèbre sa Semaine sainte en accomplissant divers actes religieux qui commémorent la Passion, la Mort et la Résurrection du Christ. À ces dates, le patrimoine iconographique des églises de la ville envahit les rues lors des nombreuses processions organisées par les différentes confréries de Caravaca pendant les jours du Vendredi des Douleurs, du Dimanche des Rameaux, du Mardi saint, du Mercredi saint, du Jeudi saint et du Vendredi saint.
- Exaltation de la Sainte et Vraie Croix. Cette fêtes à un caractère religieux particulièrement marqué. Elle est célébrée le 14 septembre en l'honneur du Saint Patron de Caravaca, la Très Sainte et Vraie Croix. de nombreux évènements sont organisés au cours de cette semaine dans la Basilique-Sanctuaire, le Solennel Quinario.
- Pèlerinage des Chevaux du Vin (septembre). Journée de coexistence entre tous les Peñas Caballistas qui composent le Bando de los Caballos del Vino, qui est celui qui organise ledit pèlerinage dans le parc naturel de Las Fuentes del Marqués, dans lequel se déroulent diverses activités.
- Fête des Saints Innocents (décembre). Fête ancienne et traditionnelle, vieille de plus de 300 ans, où est investi un Maire des Innocents, qui ce jour-là détient l'autorité, et qui, assisté d'un cortège d'huissiers et d'enfants de chœur, inflige des amendes aux passants pour tout motif humoristique. Ceux qui ne paient pas doivent faire face aux démons qui, équipés d'instruments stridents (clochettes, crécelles et cors), n'arrêtent pas de leur donner le hochet jusqu'à ce qu'ils paient. Dans l'après-midi, l'incendie d'Hérode a lieu. La collecte va à un organisme de bienfaisance annoncé au préalable, La fête est animée par des dulzainas et des tambours.
- Foire d'Octobre (octobre). Elle trouve son origine dans l'ancienne foire aux bestiaux qui se tenait jusqu'aux années 1950. Aujourd'hui célébrée d'une manière différente, la Gran Vía (grand rue) accueille une grande exposition de machines agricoles, de voitures neuves et d'occasion, ainsi que des concerts, des conférences et une fête foraine.
- Défilé de carnaval. Le mardi précédant le mercredi des Cendres, on célèbre la nuit de Reventón, où il est de tradition de manger des gâteaux frits et du chocolat chaud avant de jeûner pendant le Carême. Le samedi précédent un défilé de carnaval est organisé.
- Marché médiéval. Pendant le pont début décembre pour la fête de l'Immaculée Conception et à l'occasion du jour de la Constitution, Caravaca transforme ses rues en une ville médiévale pleine de boutiques et de spectacles qui attirent des milliers de visiteurs.

### Légende de la Sainte Croix et le sens du Festival de mai
En 1231, alors que Caravaca se situait à la limite du royaume de Grenade, les Maures du monarque Ceyt Abuceyt, accompagné de toute sa cour, mirent au défi le prêtre Gines Perez Chirinos de démontrer son activité ecclésiastique. Quand, procédant à la célébration de la messe, le prêtre se rendit compte qu'il ne se signaient pas, à la surprise de tous eut lieu l'apparition miraculeuse de la croix à double bras portée par un ange. Cette vision étonnante provoqua la conversion au christianisme du roi maure. La puissance de la Croix de Caravaca est, dans son sens originel et premier, représentant d'une valeur religieuse qui a été le responsable du point de départ d'autres valeurs. Sans le symbolisme religieux, la Croix n'avait pas eu le développement importance et le caractère de son histoire. symboles séculiers ne causent habituellement pas la même force que des symboles religieux, qui sont le lieu de rencontre d'une réalité transcendante et d'autres documents. Caravaca de la Croix est le symbole d'une ville, protège et donne de la force à tout son peuple, est un sentiment profond qui sont tous caravaqueños dans son cœur, atteint aussi profondément dans le cœur des pèlerins qui viennent au Sanctuaire visite. Depuis près de huit siècles le culte pèlerins, était gardée par les Templiers et plus tard par l'Ordre de Santiago. Croix a aussi d'autres connotations et pris en considération. L'ensemble des expériences historiques et les expériences de l'identité qui a accumulé au fil du temps, a donné une charge émotionnelle et de la fonction, le représentant et joué dans la communauté locale et de nombreuses personnes à l'extérieur.
Cet aspect de la Croix est la mémoire du peuple caravaqueño chaque année à des actes qui constituent une véritable tradition festive soutenue par une légende avec fondement historique, a rappelé depuis le Moyen Âge. En effet, les festivités mai en l'honneur de la Vierge et Vera Cruz sont une combinaison parfaite de la couleur, de la culture, la religion et de divertissement dans lequel tous les citoyens de participer sans condition, invitant les visiteurs à partager les célébrations. Plus que des vacances, les Maures et les chrétiens de Caravaca est un culte du passé, un hommage à son histoire.

### Los Caballos del Vino
(novembre 2017).
Le contenu est difficilement compréhensible vu les erreurs de traduction, qui sont peut-être dues à l'utilisation d'un logiciel de traduction automatique.
Le festival Los Caballos del Vino se déroule du 1er au 5 mai chaque année, est entre dans un ensemble de fêtes dédiées à la Santissima et à Vera Cruz. Il correspond au 2 mai. Le déroulement des évènements se fait comme suit :  
- Dès avril, durant les trois samedis précédant les fêtes, des danses typiques sont dansées en l'honneur de : el día del Cristiano ("le jour du chrétien"), el día del Moro ("le jour des Maurers") et el día del Pañuelo ("le jour des mouchoirs").
- Le 30 avril, est célébré el Certamen de Migas del Sureste ("le concours de Migas del Sureste"), aussi appelé Noche de las Migas ("Nuit des Migas"). Durant cette nuit, des associations préparent dans les rues voisines de la Plaza de los Caballos del Vino ("la place des Chevaux du Vin") un plat traditionnel au rythme de musique jouées par des orchestres, de fanfares et de groupes sur place qui seront récompensés à la fin de la soirée par un jury.
- Le 1er mai est une journée qui se déroule comme suit :

En fin de matinée, vers 11 heures, une procession parcourt le trajet reliant la Glorieta à la Basilique. À son terme, des fleurs sont déposées en forme de la Cruz de Caravaca en offrande à celle-ci. Une grande messe est ensuite donnée sur l'esplanade du château à midi. À 16h00, el Concurso de Caballos a Pelo ("le concours des chevaux à cru") débute. Les chevaux suivent un parcours commençant par la Plaza Elíptica ("Place elliptique") où jouent des fanfares, puis continuent par la Gran Vía, avant de finir sur la Plaza de los Caballos del Vino. Des prix sont remis en fonction de la beauté et de l'allure du cheval. À 17h00, une exposition de capes brodées à la main avec des fils dorés est donnée. En début de soirée, les chevaliers de San Juan de Jérusalem chantent sur la Plaza del Tuzla une musique à propos des fêtes et de la ville. À partir de 20 heures, la ville est animée par des groupes de musique Maures et Chrétiens jouent sur les places et les croisements de la Gran Vía à la Plaza del Arco. La soirée se termine par un le chant de l'hymne de la ville par les habitants à 22 heures 20. 
- Le 2 mai :

Les fêtes débutent dès 4 heures par le son des cloches de la Parroquia del Salvador annonçant le début du jour le plus important des fêtes. Elles recommencent à 7 heures. Deux heures plus tard, est donnée la messe d'Apparition (la Misa de Aparición) afin de reconstituer l'apparition de la Croix en 1231 sur la place del Templete ("du kiosque"). À 9 heures 30, débute le défilé Desfile de las Peñas Caballistas y Caballos del Vino au sein duquel les chevaux sont vêtus des capes brodées d'éléments marquants de la ville (personnes, lieux, fêtes, etc). Il est suivi par une procession de Maures et Chrétiens à midi ainsi que d'une bannière de fleurs réalisée par les sœurs du couvent de las Claras. Le public peut admirer le défilé en s'asseyant sur des gradins disposés sur la Gran Vía. 
Le cheval vainqueur de la veille apporte le vin jusqu'au sanctuaire pour qu'il soit bénit par la Croix. Les fleurs offerte la veille y sont ensuite trempées puis réparties entre les différents organisateurs de la cérémonie.
Cette fête a été instaurée à la suite d'une légende. Les Maures grenadins auraient, selon la légende, assiégé la forteresse de la ville en 1250. À la suite d'une pénurie d'eau, des chevaliers de la cité durent aller chercher à boire pour s'approvisionner et ont ramené du vin aux gardes du château, où se trouvait une relique de Santa Cruz. Ils furent à leur retour reçus avec des offrandes et leurs chevaux furent parés de capes similaires à celles offertes aujourd'hui, ainsi que de fleurs. 
En 1959, durant la Guerre Civile, les fêtes ont changé radicalement pour donner ce qu'elles sont aujourd'hui.  Des groupes de Maures et de Chrétiens ont instaurés les rituels des défilés, et ont commencé à créer les associations. Les capes furent brodées et cousues à partir de couvre-lits, et c'est quelques années plus tard que de l'or fut ajouté aux broderies. Aujourd'hui, certaines capes valent plus de mille euros et demandent quasiment un an de travail, c'est pourquoi le travail de ceux et celles qui les confectionnent est très reconnu dans la ville.

## Sports
Arrivées du Tour d'Espagne :
- 2004 :  David Zabriskie

## Personnalités
- Luis Leante (1963-), écrivain espagnol, est né à Caravaca de la Cruz.